# Montreal River (Oberer See, Ontario)
Der Montreal River ist ein etwa 142 km langer Zufluss des Oberen Sees in der kanadischen Provinz Ontario. Der Montreal River durchfließt die beiden Distrikte Algoma und Sudbury, bevor er in den Oberen See mündet.

## Flusslauf
Der Fluss hat seinen Ursprung in dem kleinen See Montreal Lake nahe der Gemeinde Island Lake im Nordwesten des Sudbury District. Von dort fließt er in südwestlicher Richtung in den Algoma District und erreicht den 40 km langen Stausee oberhalb von Montreal Falls sowie die Siedlung Montreal Falls und deren Bahnstation an der Algoma Central Railway. Der Fluss fließt weiter westwärts, passiert den Ontario Highway 17, bevor er bei der Gemeinde Montreal River Harbour in den Oberen See mündet.

## Hydrologie
Der mittlere Abfluss (MQ) 5 km oberhalb der Mündung beträgt 40,8 m³/s. Die größten Abflüsse treten gewöhnlich im Mai auf mit einem mittleren monatlichen Abfluss von 70,3 m³/s.

## Wasserkraftwerke
Es gibt 4 Wasserkraftwerke entlang dem Montreal River, welche alle von Brookfield betrieben werden.
In Abstromrichtung sind dies:
| Name          | Fertig- stellung | Leistung [MW] | Anzahl Turbinen | hydraul. Potential [m] | Betreiber  |
| ------------- | ---------------- | ------------- | --------------- | ---------------------- | ---------- |
| MacKay (⊙)    | 1937–1957        | 62            | 3               | 75,3                   | Brookfield |
| Gartshore (⊙) | 1958             | 23            | 1               | 35                     | Brookfield |
| Hogg (⊙)      | 1965             | 22,4          | 1               | 24                     | Brookfield |
| Andrews (⊙)   | 1938             | 47            | 3               | 57,78                  | Brookfield |

## Nebenflüsse
- Little Agawa River (rechts)
- Sonny Creek (rechts)
- Jeff Creek (rechts)
- Rabbit Creek (rechts)
- Indian River (rechts)
- Cow River (links)
- Keelow Creek (links)
- Convey Creek (rechts)
- Tikamaganda River (rechts)
- Challener River (links)
- Harvie Creek (rechts)
- Seahorse Creek (rechts)
- Tempest Creek (links)
- Puswana Creek (links)
- Ebach Creek (links)
- Sample Creek (links)
- Nawahe Creek (rechts)